# أكشن جاكسون
أكشن جاكسون (بالإنجليزية: Action Jackson) هو فيلم أكشن تم إنتاجه في الهند وصدر في سنة 2014. الفيلم من إخراج برابهو ديفا وانتاج غوردهان تانواني و سنيل لولا. الفلم من بطولة أجاي ديفجان في دور مزدوج رفقة سوناكشي سينها ويامي غوتام وكونال روي كابور.

## طاقم الممثلين
- أجاي ديفجان بدور فيشي/جاي
- سوناكشي سينها بدور خوشي
- يامي غوتام بدور أنوشا
- كونال روي كابور بدور موسى
- أناند راج بدور تشافي
- مناسفي مامغاي بدور مارينا
- برابهو ديفا ظهور خاص أثناء أداء أغنية 'أي جي'
- شاهد كابور ظهور خاص أثناء أداء أغنية 'بونجاب ماست'

## الإستقبال النقدي
لم يلقى الفيلم استحسان من النقاد, وكتقييم للفلم منح الناقد برارثنا ساركار نجمة واحدة من أصل خمس واصفا الفيلم ب'الحلم المزعج' للمشاهدين. نفس التقييم منحته غايتري ساركار للفيلم مشيرة إلى أنه قد فشل في ترفيه المشاهدين. انتقدت كذلك ديبانجانا بول الفيلم لسوء الاخراج والمونتاج والقصة. على نفس المنوال, منح الناقد راجيف ماسند نجمة واحدة للفيلم لتضمنه مشاهد عنف مبالغ فيها حسب رأيه. وقيم كل من سوبهاش كي جها وراجا سين وراشيت غوبتا الفلم بثلاث نجمات من أصل خمس.

## الموسيقى
قام هيميش ريشاميا بتلحين الألبوم، وكتب شابر أحمد وسامر أنجان الكلمات.

### الأغاني
قائمة الأغاني
| رقم الأغنية | الأغنية                 | المغني                                                                            | زمن الأغنية |
| ----------- | ----------------------- | --------------------------------------------------------------------------------- | ----------- |
| 1           | Keeda                   | Himesh Reshammiya, Neeti Mohan                                                    | 3:06        |
| 2           | Punjabi Mast            | Himesh Reshammiya, Ankit Tiwari, Arya Acharya, Alam Gir Khan, Vineet Singh, Mohan | 4:14        |
| 3           | Chichora Piya           | Himesh Reshammiya, Shalmali Kholgade                                              | 4:27        |
| 4           | Dhoom Dhaam             | Ankit Tiwari, Palak Muchhal                                                       | 4:38        |
| 5-          | Gangster Baby           | Neeraj Shridhar, Mohan                                                            | 4:40        |
| 6           | "Keeda" (remix)         | Himesh Reshammiya, Mohan                                                          | 3:00        |
| 7           | "Punjabi Mast" (remix)  | Himesh Reshammiya, Tiwari, Acharya, Khan, Singh, Mohan                            | 3:53        |
| 8           | "Chichora Piya" (remix) | Himesh Reshammiya, Kholgade                                                       | 4:08        |
| 9           | "Keeda (Reprise)"       | Himesh Reshammiya, Mohan                                                          | 3:06        |

## روابط خارجية
- أكشن جاكسون على موقع IMDb (الإنجليزية)
- أكشن جاكسون على موقع روتن توميتوز (الإنجليزية)
- أكشن جاكسون على موقع أول موفي (الإنجليزية)
- أكشن جاكسون على موقع بوكس أوفيس موجو (الإنجليزية)
- أكشن جاكسون على موقع فيلمافينيتي (الإسبانية)
- أكشن جاكسون على موقع قاعدة بيانات الفيلم (الإنجليزية)
- أكشن جاكسون على موقع ليتربوكسد (الإنجليزية)
- أكشن جاكسون على موقع كينوبويسك (الروسية)